# Sven Kjersén
Sven Elis Kjersén, född 9 juli 1892 i Säters stadsförsamling, Kopparbergs län, död 12 juni 1951 i Balingsta församling, Uppsala län var en svensk författare och folkhögskolelärare.

## Biografi
Sven Kjersén var son till kyrkoherden Elis Kjersén och Charlotta Vilhelmina Friberger. Efter studentexamen vid Västerås högre allmänna läroverk 1912 började han studera vid Uppsala universitet och fick redan 1913 anställning som lärare vid Tärna folkhögskola där han stannade till 1919. Kjersén gav även kurser i litteraturhistoria och fornkunskap i omgivningarna, ofta i Möklinta och livet där kom att inspirera honom till romanen Sockenfolket, utgiven 1920 under pseudonymen Sven Friberger. Kjersén blev 1918 filosofie kandidat och kom därefter att arbeta som lärare vid Jakobsbergs folkhögskola 1919–1926. Under sin tid där kom han i kontakt med kooperationen och kom att författa flera av Kooperativa förbundets korrespondenskurser. Kjersén var även ledare för riksspelmansstämman i Stockholm 1920 och spelmanstävlingen i Göteborg 1923. Han var från 1926 tillförordnad och från 1928 ordinarie rektor vid Wiks folkhögskola. 
Kjersén var även ordförande i Svenska ungdomsringen för bygdekultur 1925–1929, från 1933 hedersledamot i föreningen, ordförande i Upplands folkhögskolekursförening 1928-1942, ordförande i Upplands kulturnämnd 1932–1943, vice ordförande i Uplands konstförening 1933–1935, ordförande i Sydvästra Upplands hembygdsgille 1934–1938, ledamot av Uppsala ärkestifts stiftsråd 1936–1951, ledamot av diakonistyrelsens försvarsutskott 1938–1951, länsombud för Folkberedskapen 1940–1951 och ledamot av styrelsen för Upplands fornminnesförening 1944–1951.
Förutom en rad läroböcker författade Kjersén en mängd artiklar i folkbildnings- och hembygdsfrågor i olika årsböcker, tidningar och tidskrifter. Han författade även ett flertal hembygdsskildringar från Västmanland varifrån hans mor härstammade. Han utgav även två diktsamlingar och skrev texten till Sång till Västmanland som tonsatts av Alice Tegnér och Set Svanholm.

### Redaktör
- Sånger för Svenska ungdomsringen för bygdekultur : texthäfte. Stockholm: Svenska ungdomsringen. 1926. Libris 1333132
- Skånes diktare : läsebok. Uppsala: Lindblad. 1932. Libris 1346967